# Gaël Touya
Gaël Touya (Longeville-lès-Metz, 13 de octubre de 1973) es un deportista francés que compitió en esgrima, especialista en la modalidad de sable. Sus hermanos Damien y Anne-Lise también compitieron en esgrima.
Participó en los Juegos Olímpicos de Atenas 2004, obteniendo una medalla de oro en la prueba por equipos (junto con Julien Pillet y Damien Touya) y el 19.º lugar en la prueba individual.
Ganó dos medallas en el Campeonato Mundial de Esgrima, oro en 1997 y plata en 1998.

## Palmarés internacional
| Juegos Olímpicos   | Juegos Olímpicos            | Juegos Olímpicos | Juegos Olímpicos  |
| Año                | Lugar                       | Medalla          | Prueba            |
| ------------------ | --------------------------- | ---------------- | ----------------- |
| 2004               | Atenas (Grecia)             | Medalla de oro   | Sable por equipos |
| Campeonato Mundial |                             |                  |                   |
| Año                | Lugar                       | Medalla          | Prueba            |
| 1997               | Ciudad del Cabo (Sudáfrica) | Medalla de oro   | Sable por equipos |
| 1998               | La Chaux-de-Fonds (Suiza)   | Medalla de plata | Sable por equipos |